# 왁스

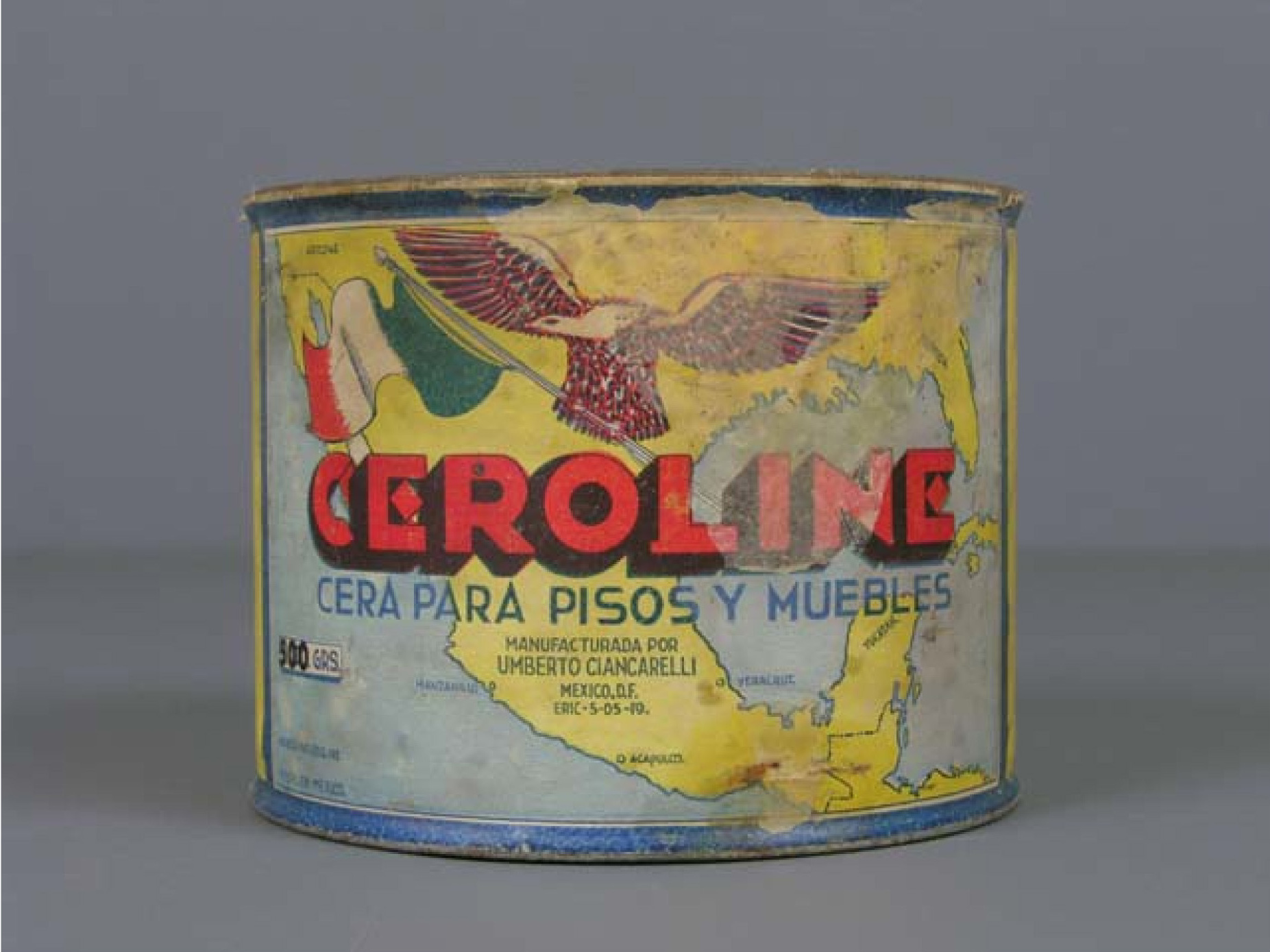

왁스(wax)는 물에 녹지 않는 알코올 지방산 에스터를 총칭하여 부르는 말이다.

## 왁스의 성질
왁스는 다음과 같은 성질을 갖는다.
- 화학반응을 하지 않으나, 특수한 경우에는 -OH, COOH-기를 가지고 반응을 한다.
- 고급 지방산 에스터이므로 대개 실내에서는 고체이고 가열하면 물러진다. 유기용매 등에 녹기도 한다.
- 일부 왁스는 냄새가 없거나 석유 냄새를 내기도 한다.

## 왁스의 용도
왁스는 종류에 따라 다음과 같은 용도로 쓰인다.
- 마룻바닥이나 가구, 자동차 등에 윤기를 내는 데 사용한다.
- 스키의 활주면을 칠하는데 사용한다.
- 머리 모양을 고정하기 위해 모발에 바른다.
- 왁스 수지를 만드는데 사용된다.
- 페인트, 잉크, 화장품 등 우리의 생활전반에 사용되지 않는 분야가 없다.
- 최근에는 왁스가 스프레이, 스틱, 휴대용으로도 생산되고 있다.

## 왁스의 종류 및 분류
성질에 따라 유성(油性) 왁스와 수성(水性)  왁스로 분류한다.
- 파라핀 왁스
- 라놀린(lanolin) 왁스
- 밀랍